# Tetraloniella spissa
Tetraloniella spissa är en biart som först beskrevs av Cresson 1872.  Tetraloniella spissa ingår i släktet Tetraloniella och familjen långtungebin. Inga underarter finns listade i Catalogue of Life.